# أولاباريب
أولاباريب (AZD-2281، MK-7339 والاسم التجاري له هو لينبارزا) هو علاج موجه معتمد من إدارة الأغذية والعقاقير للسرطان. وهو مثبط PARP أي يثبط بوليميريز ريبوز بولي ثنائي فسفات الأدينوزين (PARP)، وهو إنزيم يشارك في إصلاح الحمض النووي، وهو يعمل ضد السرطانات لدى الأشخاص الذين يعانون من طفرات BRCA1 أو BRCA2 الوراثية، والتي تشمل بعض سرطانات المبيض والثدي والبروستاتا.
في ديسمبر 2014 تمت الموافقة على أولاباريب للاستخدام كعامل وحيد من قبل وكالة الأدوية الأوروبية وإدارة الغذاء والدواء، موافقة إدارة الغذاء والدواء الأمريكية (FDA) هي لسرطان المبيض المتطور (gBRCAm) ذو الخط الجنسي BRCA المتحور والذي تلقى ثلاثة أو أكثر من خطوط العلاج الكيميائي السابقة، في يناير 2018 أصبح أولاباريب مثبط PARP الأول الذي وافقت عليه إدارة الغذاء والدواء لسرطان الثدي gBRCAm المنتشر، تم تطوير أولاباريب وتم تجريعه لأول مرة للمرضى من قبل شركة التكنولوجيا الحيوية التي يقع مقرها في المملكة المتحدة -كودوس للأدوية- والتي أسسها العالم ستيفن جاكسون من جامعة كامبريدج بالمملكة المتحدة، منذ حصلت عليها شركة استرا زينيكا في عام 2006 شهدت المخدرات التطوير السريري من قبل شركة أسترا زينيكا وميرك وشركاه.

## آلية العمل
يعمل أولاباريب كمثبط للبوليميريز ريبوز إنزيم بولي ثنائي فسفات الأدينوزين (PARP) ويطلق عليه مثبط PARP، قد تكون طفرات BRCA1/2 مهيأة وراثيًا لتطوير بعض أشكال السرطان، وقد تكون مقاومة لأشكال أخرى من علاج السرطان، ومع ذلك فإن هذه السرطانات يكون لها في بعض الأحيان سرعة تأثر فريدة حيث زادت الخلايا السرطانية من الاعتماد على PARP لإصلاح الحمض النووي الخاص بها وتمكينها من الاستمرار في الانقسام، هذا يعني أن الأدوية التي تمنع PARP بشكل انتقائي قد تكون ذات فائدة إذا كانت السرطانات عرضة لهذا العلاج.

## الموافقات والمؤشرات
في ديسمبر 2014 وافقت إدارة الغذاء والدواء ووكالة الأدوية الأوروبية على أولاباريب كعلاج أحادي الدواء، موافقة إدارة الغذاء والدواء هي لسرطان المبيض المتقدم المتحور (gBRCAm) ذو الخط الجنسي BRCA الذي تلقى ثلاثة خطوط أو أكثر أكثر مسبقة من العلاج الكيميائي، أشار تقرير التقييم العام لـ وكالة الأدوية الأوروبية الذي استخدم نفس البيانات التجريبية للمرحلة الثانية إلى «سرطانات المبيض المصلية ذات الدرجة العالية» وإلى استخدام أولاباريب «في موعد لا يتجاوز 8 أسابيع بعد تناول الأدوية المستندة إلى البلاتين عندما يكون الورم يتناقص حجمه أو اختفى تمامًا».
في سرطان الثدي تم اعتماد أولاباريب لمرضى سرطان الثدي النقيلي المعاند لـ gBRCAm HER2 الذين سبق أن عولجوا بالعلاج الكيميائي في بيئة تمهيدية مساعدة أو مساندة أو نقيلية، إذا كان المرضى مصابون بسرطان إيجابي لمستقبلات الهرمونات فيجب أن يتلقوا علاجًا بالغدد الصماء عندما يكون ذلك ملائمًا، اعتمدت هذه الموافقة على تجربة أولمياد المرحلة الثالثة العشوائية والتي أظهرت فائدة بقاء خالية من التقدم للمرضى الذين عولجوا بالأولاريب مقارنةً بالعلاج الكيميائي التقليدي.

## الآثار الجانبية
تشمل الآثار الجانبية الآثار المعوية مثل الغثيان والقيء وفقدان الشهية والتعب -آلام العضلات والمفاصل- وانخفاض العدد الدموي الشامل مثل فقر الدم مع سرطان الدم في بعض الأحيان، كما شوهد النعاس في بعض الأحيان في التجارب السريرية التي استخدمت جرعات أعلى من الجدول المعتمد.